# Méracq
Méracq [meʁak] ist eine französische Gemeinde mit 234 Einwohnern (Stand 1. Januar 2022) im Département Pyrénées-Atlantiques in der Region Nouvelle-Aquitaine (vor 2016: Aquitanien). Die Gemeinde gehört zum Arrondissement Pau und zum Kanton Artix et Pays de Soubestre (bis 2015: Kanton Arzacq-Arraziguet).

## Geographie
Méracq liegt ca. 25 km nördlich von Pau in der historischen Provinz Béarn am nördlichen Rand des Départements.
Umgeben wird Méracq von den Nachbargemeinden:
| Vignes |                                             | Coublucq |
| Mialos | Kompassrose, die auf Nachbargemeinden zeigt | Pouliacq |
| Séby   | Auga                                        | Lème     |

Méracq liegt im Einzugsgebiet des Flusses Adour. Einer seiner Nebenflüsse, der Louts, durchquert das Gemeindegebiet im östlichen Teil. Der Luy de France fließt an der südwestlichen Grenze zu den Nachbargemeinden Mialos und Séby entlang.

## Geschichte
Méracq war ein Dorf der Vicomté von Louvigny, die sich aus dem Herzogtum Gascogne herausgelöst hatte. In der Folge gehörte es zur Vicomté von Tursam und zum Unterbezirk von Saint-Sever in den Landes.
Toponyme und Erwähnungen von Méracq waren:
- Meirac (13. Jahrhundert, fors de Béarn, Manuskript aus dem 14. Jahrhundert),
- Honerac (1538, Manuskriptsammlung des 16. bis 18. Jahrhunderts),
- Lo Merac (1546, Urkunden der Vicomté von Béarn),
- Loumeracq (1750 und 1793, Karte von Cassini bzw. Notice Communale),
- Meracq (1801, Bulletin des lois) und
- Méracq oder Louméracq (1863, Dictionnaire topographique Béarn-Pays basque).[3][4][5]

### Einwohnerentwicklung
Nach einem Höchststand der Einwohnerzahl von rund 610 in der ersten Hälfte des 19. Jahrhunderts reduzierte sich die Zahl bei kurzen Erholungsphasen bis zu den 1960er Jahren auf ein Niveau von rund 200, was bis heute gehalten wird.
| Jahr      | 1962 | 1968 | 1975 | 1982 | 1990 | 1999 | 2006 | 2009 | 2022 |
| --------- | ---- | ---- | ---- | ---- | ---- | ---- | ---- | ---- | ---- |
| Einwohner | 200  | 208  | 192  | 202  | 210  | 210  | 206  | 206  | 234  |

## Sehenswürdigkeiten

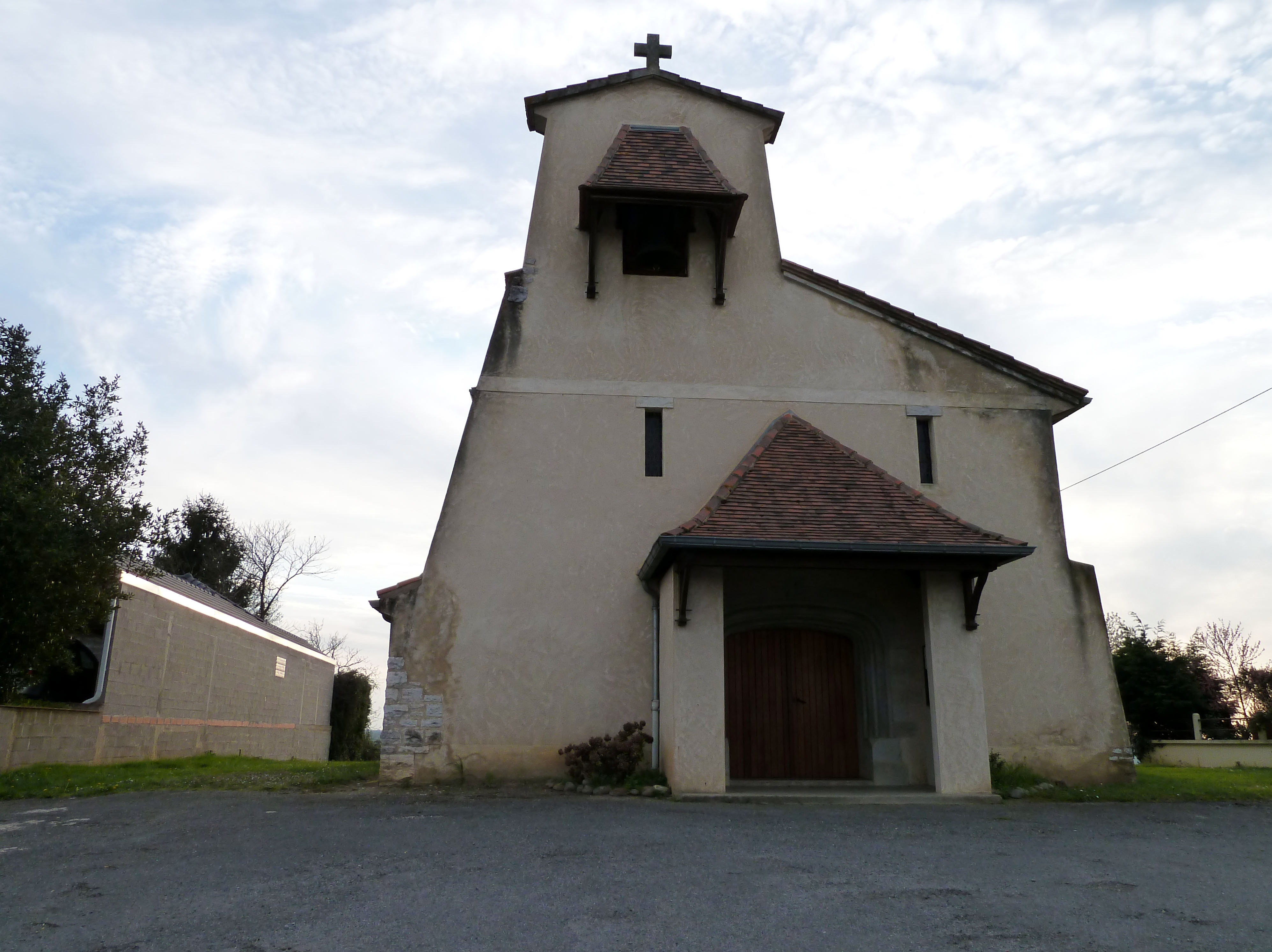
Pfarrkirche du Cœur Immaculé de Marie

- Pfarrkirche von Méracq, gewidmet dem unbefleckten Herz Mariä. Sie wurde 1937 im Zentrum der Gemeinde errichtet als Ersatz für die frühere Pfarrkirche. Umfangreiche Umbau- und Renovierungsarbeiten sind im 19. Jahrhundert an der alten Kirche durchgeführt worden, aber die Gemeinde hat sich anschließend doch für einen Neubau entschlossen. Ein Fenster der Apsis der früheren Kirche aus dem 15. oder 16. Jahrhundert ist hierbei in der Wand des neuen Kirchengebäudes wiederverwendet worden. Das Eingangsportal unter dem Vorbau der neuen Kirche ist eine Kopie des alten Portals. Das aktuelle einschiffige Langhaus wird von einer Seitenkapelle flankiert und ist nach Nordosten mit einem Glockengiebel, nach Südwesten mit einer dreiwandigen Apsis abgeschlossen. Die Sakristei befindet sich rechts von der Apsis.[8][9]

- Ehemalige Pfarrkirche. Ein Teil ihres Glockenturms aus dem 12. oder 13. Jahrhundert stammt von einer früheren Kirche, die vielleicht als Friedhofskirche diente. Der größte Teil des Gebäudes, Langhaus und Apsis, datiert aus dem 15. Jahrhundert, 1648 wurde ein Seitenschiff hinzugefügt, die Strebewerke und die Sakristei vermutlich im 18. Jahrhundert. Im 19. Jahrhundert wurde die Kirche als veraltet betrachtet und die heutige Pfarrkirche wurde an anderer Stelle gebaut. 2007 wurde die Außenseite dieser Kirche restauriert.[10]

- Schloss von Méracq. Das Gutshaus ist im 17. Jahrhundert im Ortsteil Marioulet errichtet worden. Es handelt sich um ein rechteckiges Gebäude mit einem Dreiecksgiebel an der Hauptfassade und zwei flankierenden viereckigen Türmen. Die Tür des linken Turms aus dem Jahre 1604, der die Funktion eines Treppenturms verloren hat, befindet sich inzwischen im Gebäudeinneren. Eine Eiche im Schlosspark trägt die Inschrift auf französisch „Eiche, 1794 gepflanzt bei der Geburt von Catherine, deren Großvater Paul-Alexis de Labernade, Leibgardist von Ludwig XV. am nächsten Tag guillotiniert wurde“. Catherine, die als letzte Nachfolgerin den Namen de Labernade trug, verstarb 1874. Auf dem Grundstück befindet sich eine Friedhofskapelle, in der Louis Bernard Bonnefène, gestorben im Jahre 1926, bestattet wurde. Er war Bürgermeister der Gemeinde gewesen und hatte in seiner Amtszeit das Denkmal zu Ehren der im Ersten Weltkrieg Gefallenen gestiftet. Das Schloss wurde im 18. Jahrhundert umgestaltet, im 19. und 20. Jahrhundert fanden zahlreiche Umbildungen statt. Nach der Funktion als Gutshaus, war es nacheinander im Privatbesitz, eine medizinische Einrichtung und ist heute ein Hotel.[11]

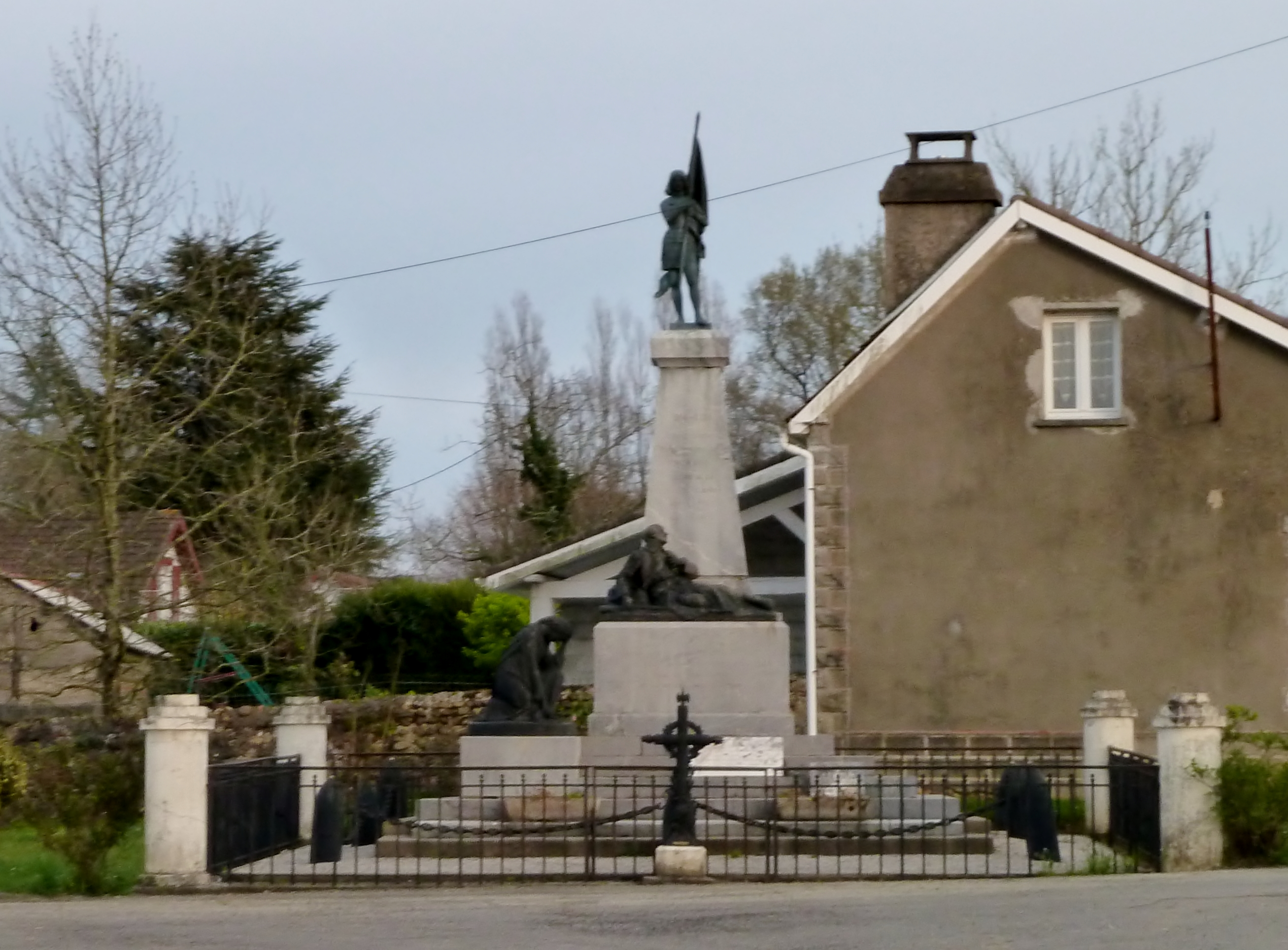
Ehrenmal für die Gefallenen

- Ehrenmal für die Toten. Der Bürgermeister der Gemeinde stiftete das Denkmal, das vom Bildhauer  Cros-Lassalle aus Pau geschaffen wurde. Eine Statue von Jeanne d’Arc, eine Standarte schwingend, steht auf einem Obelisken, der auf einem Sockel ruht. Am Fuß des Obelisken liegt ein Frontsoldat auf der Seite mit einem schwermütigen Blick, gestützt auf sein Gewehr, das er in seiner rechten Hand hält. Unterhalb, auf einem weiteren Sockel, kniet die weinende Witwe. Auf einem weiteren Sockel, der Teil der Umzäunung ist, ragt ein lateinisches Kreuz empor, verziert mit Waffen und einem Lorbeerkranz, Symbol des Sieges. Der Wahlspruch Pro Patria (deutsch ‚Für das Vaterland‘) ist in das Kreuz eingraviert. Unter der Liste der zwanzig im Ersten Weltkrieg Gefallenen der Gemeinde lautet die Inschrift „aux enfants de Méracq soldats de la Grande Guerre morts pour la France“ (deutsch ‚Für die Kinder von Méracq, Soldaten des großen Krieges, gestorben für Frankreich‘). Das Ehrenmal ist am 6. Juni 1924 öffentlich gesegnet und eingeweiht worden.[12]

## Wirtschaft und Infrastruktur
Die Landwirtschaft ist traditionell der wichtigste Wirtschaftsfaktor der Gemeinde.

### Bildung
Méracq verfügt über eine öffentliche Grundschule mit 21 Schülerinnen und Schülern im Schuljahr 2017/2018.

### Verkehr
Méracq wird durchquert von der Route départementale 944, der ehemaligen Route nationale 644.